# Марко Тејић
Марко Тејић (Ужице, 4. август 1995) српски је кошаркаш. Игра на позицији крилног центра, а тренутно наступа за Спартак из Суботице.

## Биографија
У млађим категоријама играо је прво за ФМП, а затим и Црвену звезду. У августу 2013. је потписао први професионални уговор и то управо са Црвеном звездом. Са црвено-белима је освојио по једном национално првенство и Јадранску лигу и два пута национални куп. Пред почетак Суперлиге Србије 2015/16. прослеђен је на позајмицу ФМП-у. За сезону 2016/17. позајмљен је Мега Лексу. У септембру 2017. се прикључио Сутјесци из Никшића. У дресу Сутјеске је наступио на квалификационом турниру за улазак у Другу Јадранску лигу. Ипак, како клуб није изборио улазак у регионално такмичење, Тејић је након две недеље прешао у грчку Трикалу. Сезону 2018/19. је одиграо за пољски Кошалин, а у наредној је поново наступао за ФМП. У октобру 2020. је потписао Студентски центар из Подгорице. Са овим клубом је освојио Другу Јадранску лигу у сезони 2020/21. Крајем септембра 2021. потписао је уговор са Ритасом. Наступио је за литвански клуб на само четири утакмице, након чега је уговор раскинут. Почетком 2022. године је потписао за сарајевске Спарсе до краја сезоне. За такмичарску 2022/23. потписао је уговор са Златибором из Чајетине. У јуну 2023. потписао је за Спартак из Суботице.
Са младом репрезентацијом Србије освојио је две медаље на Европском првенству - бронзану 2014. и златну 2015. године.

## Успеси

### Клупски
- Црвена звезда:
  - Првенство Србије (1): 2014/15.
  - Јадранска лига (1): 2014/15.
  - Куп Радивоја Кораћа (2): 2014, 2015.

- Студентски центар:
  - Друга Јадранска лига (1): 2020/21.

- Спартак Суботица:
  - Друга Јадранска лига (1): 2023/24.

### Репрезентативни
- Европско првенство до 20 година:  2014,  2015.

### Појединачни
- Најкориснији играч плеј-офа Друге Јадранске лиге (1): 2020/21.